# Lochmostylia lopesi
Lochmostylia lopesi är en tvåvingeart som beskrevs av Keiser 1951. Lochmostylia lopesi ingår i släktet Lochmostylia och familjen Ctenostylidae. Inga underarter finns listade i Catalogue of Life.